# Peru (Maine)
Peru es un pueblo ubicado en el condado de Oxford en el estado estadounidense de Maine. En el Censo de 2010 tenía una población de 1.541 habitantes y una densidad poblacional de 12,5 personas por km².

## Geografía
Peru se encuentra ubicado en las coordenadas 44°28′25″N 70°25′49″O / 44.47361, -70.43028. Según la Oficina del Censo de los Estados Unidos, Peru tiene una superficie total de 123.29 km², de la cual 120.89 km² corresponden a tierra firme y (1.94%) 2.39 km² es agua.

## Demografía
Según el censo de 2010, había 1.541 personas residiendo en Perú. La densidad de población era de 12,5 hab./km². De los 1.541 habitantes, Peru estaba compuesto por el 97.6% blancos, el 0% eran afroamericanos, el 0.65% eran amerindios, el 0.32% eran asiáticos, el 0% eran isleños del Pacífico, el 0.32% eran de otras razas y el 1.1% pertenecían a dos o más razas. Del total de la población el 0.32% eran hispanos o latinos de cualquier raza.